# C. Walter Ceram
C. Walter Ceram, pseudónimo de Kurt Wilhelm Marek (Berlim, 20 de Janeiro de 1915 - Hamburgo, 12 de Abril de 1972), é um escritor alemão. Marek empregou este pseudônimo a fim de deixar para trás seu passado como membro da Propagandakompanie da Wehrmacht. Criou-o como um anagrama de seu próprio nome e as mesmas iniciais, trocando "k"s por "c"s. Durante seu tempo enquanto propagandista do Terceiro Reich, escreveu Wir hielten Narvik (1941), e Rote Spiegel - überall am Feind. Von den Kanonieren des Reichsmarschalls, (1943).
Foi jornalista, crítico de cinema, autor de peças seriadas radiofónicas e grande divulgador da arqueologia. Também foi editor literário da Verlag entre 1945 a 1952. O Rheinisches Landesmuseum Bonn lançou em sua homenagem o prêmio Ceram, dado a livros de não-ficção em arqueologia. Kurt Marek foi responsável pela publicação de Eine Frau in Berlin, filmado em 2008 (A Woman in Berlim. Trata-se de uma autobiografia de uma mulher violentada por soldados do Exército Vermelho, que preferiu manter-se anônima.